# Rust (Burgenland)

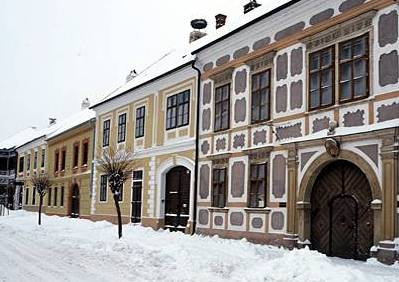
Staré domky v burgenlandském městě Rust

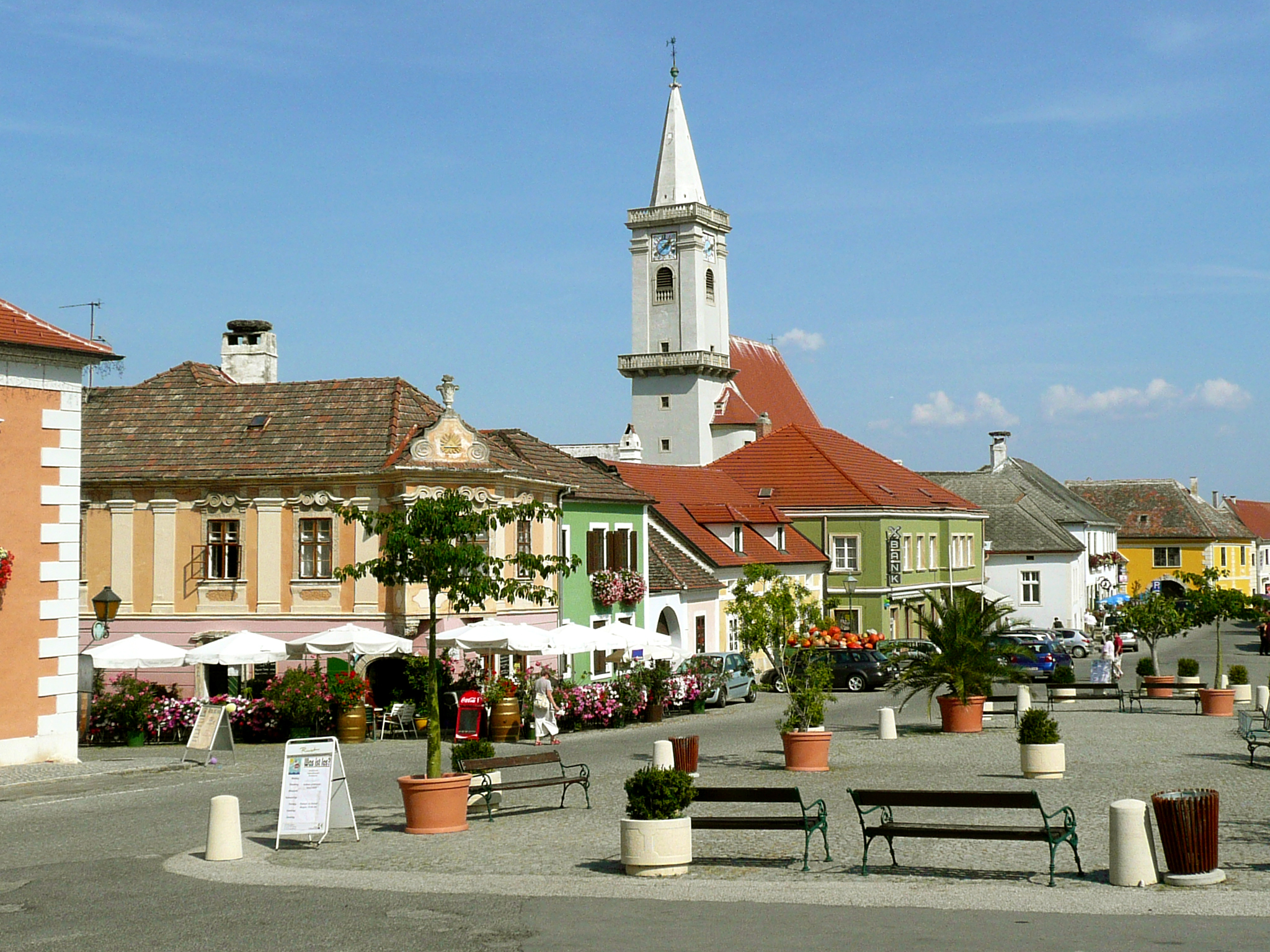
Náměstí

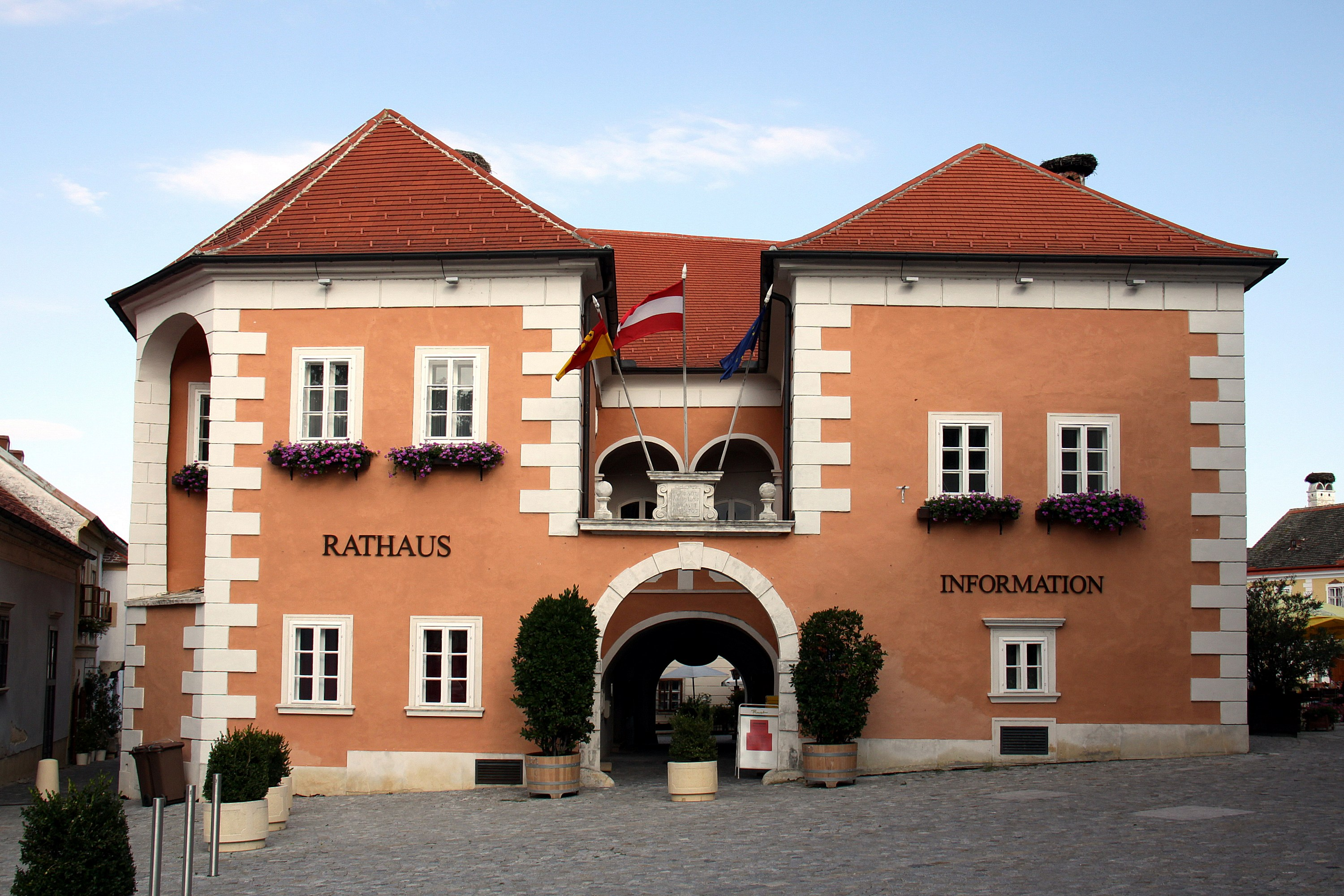
Radnice

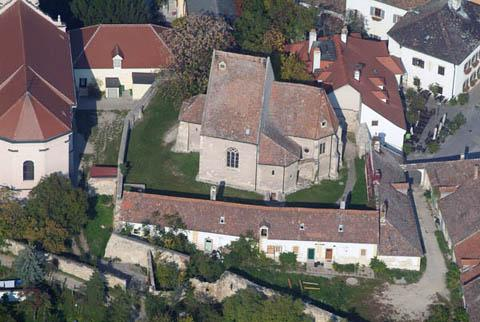
Kostel

Rust (maďarsky Ruszt, chorvatsky Rušta) je nejmenším statutárním městem v Rakousku. Žije zde přibližně 2 000 obyvatel.
V roce 1681 se stalo svobodným královským městem v rámci Uherského království. Po roce 1920, kdy Rakousko a Maďarsko vedly pohraniční spory o Burgenland (který nakonec získalo Rakousko) si Rust společně s téměř sedmkrát větším Eisenstadtem obhájil postavení statutárního města přesto, že rakouská statutární města musejí mít obvykle nejméně 20 000 obyvatel. 
Sepětí s Eisenstadtem je vyjádřeno i na SPZ, kde mají vozidla registrovaná v Rustu označení „E“ stejně jako Eisenstadt.

## Poloha města
Okolí města je velmi malebné. Rust leží totiž na břehu Neziderského jezera, asi 15 km východně od Eisenstadtu. Městské území je ze severu, západu i jihu obklopené okresem Eisenstadt-okolí. Jenom jeho východní hranice (přes Neziderské jezero) je společná s okresem Neusiedl am See.